# Szczecin European Film Festival
Europejski Festiwal Filmów Dokumentalnych dokumentART – festiwal filmów dokumentalnych odbywający się jednocześnie w Szczecinie i Neubrandenburgu.
Festiwal jest organizowany od 1992 przez Latücht-Film & Medien e.V. oraz Stowarzyszenie OFFicyna, jako swoista kontynuacja tradycji Narodowego Festiwal Filmów Dokumentalnych NRD, który odbywał się w Neubrandenburgu w latach 1978-1990. W 2010 r. będzie miała miejsce 19. edycja dokumentART-u.
Festiwal jest skierowany głównie do młodych, nieznanych jeszcze szerzej dokumentalistów. Szczególny nacisk położony jest na premiery filmowe produkcji europejskich. Każdego roku w programie międzynarodowym prezentowana jest jedna ze szkół filmowych. Na festiwal nadsyłane mogą być filmy dokumentalne oraz video we wszystkich dostępnych formatach o długości nie przekraczającej 60 minut i powstałe po 1 stycznia roku poprzedzającego daną edycję.
Obok konkursu filmów z całej Europy dokumentART organizuje też pokazy specjalne, retrospektywy i inne imprezy dodatkowe.
Od 2014 roku festiwal realizowany jest w Szczecinie i miastach na pograniczu polsko-niemieckim pod nazwą Szczecin European Film Festival.